# Liste der Bodendenkmäler in Inchenhofen
Auf dieser Seite sind die Bodendenkmäler in dem schwäbischen Markt Inchenhofen zusammengestellt. Diese Tabelle ist eine Teilliste der Liste der Bodendenkmäler in Bayern. Grundlage ist die Bayerische Denkmalliste, die auf Basis des Bayerischen Denkmalschutzgesetzes vom 1. Oktober 1973 erstmals erstellt wurde und seither durch das Bayerische Landesamt für Denkmalpflege geführt wird. Die folgenden Angaben ersetzen nicht die rechtsverbindliche Auskunft der Denkmalschutzbehörde.

## Bodendenkmäler in Inchenhofen

### Gemarkung Inchenhofen
| Lage                    | Objekt | Akten-Nr.     | Bild           |
| ----------------------- | --- | ------------- | -------------- |
| (Standort)              | Rechteckiges Grabenwerk vor- und frühgeschichtlicher Zeitstellung.                                                                 | D-7-7432-0035 |                |
| (Standort)              | Siedlung vor- und frühgeschichtlicher Zeitstellung.                                                                                | D-7-7432-0049 |                |
| (Standort)              | Siedlung vor- und frühgeschichtlicher Zeitstellung.                                                                                | D-7-7432-0059 |                |
| (Standort)              | Siedlung vor- und frühgeschichtlicher Zeitstellung.                                                                                | D-7-7432-0060 |                |
| Marktplatz 2 (Standort) | Mittelalterliche und frühneuzeitliche Befunde im Bereich der katholischen Pfarr- und Wallfahrtskirche St. Leonhard in Inchenhofen. | D-7-7432-0092 | weitere Bilder |
| (Standort)              | Siedlung der Bronzezeit. | D-7-7432-0110 |                |
| (Standort)              | Frühneuzeitliche Befunde im Bereich der katholischen Filialkirche St. Ulrich in Schönau.                                           | D-7-7432-0159 | weitere Bilder |
| (Standort)              | Siedlung vor- und frühgeschichtlicher Zeitstellung.                                                                                | D-7-7532-0211 |                |

### GemarkungSainbach
| Lage                    | Objekt | Akten-Nr.     | Bild           |
| ----------------------- | --- | ------------- | -------------- |
| (Standort)              | Grabhügel vorgeschichtlicher Zeitstellung                                                                                  | D-7-7432-0032 |                |
| (Standort)              | Mittelalterlicher Turmhügel.                                                                                               | D-7-7432-0033 |                |
| (Standort)              | Mittelalterliche und frühneuzeitliche Befunde im Bereich der katholischen Filialkirche Mariä Verkündigung in Ainertshofen. | D-7-7432-0098 |                |
| Kirchplatz 2 (Standort) | Mittelalterliche und frühneuzeitliche Befunde im Bereich der katholischen Pfarrkirche St. Nikolaus in Sainbach.            | D-7-7432-0101 | weitere Bilder |